# Józef Bednarz
Józef Władysław Bednarz (ur. 2 października 1879 w Tyflisie, zm. w październiku 1939 w Mniszku) – polski lekarz psychiatra, w latach 1932–1939 dyrektor Zakładu Psychiatrycznego w Świeciu, socjalista. Zamordowany wraz ze swoimi pacjentami przez niemieckich okupantów jesienią 1939. Nazywany niekiedy „Pomorskim Korczakiem”.

## Życiorys

### Nauka i początek kariery medycznej
Był synem Jerzego Józefa i Moniki z Fedorowiczów. W 1898 roku ukończył (ze złotym medalem) gimnazjum w Tyfilisie, po czym rozpoczął studia medyczne na Akademii Wojskowo-Medycznej w Petersburgu. Ukończył je z wyróżnieniem w 1904 roku. Po zakończeniu nauki, podjął pracę w kierowanej przez prof. Władimira Bechterewa petersburskiej Katedrze i Klinice Chorób Psychicznych i Nerwowych. Był także zatrudniony w podmiejskim szpitalu psychiatrycznym św. Pantelejmona.
W 1906 roku przeprowadził się do Warszawy. Przez krótki czas pracował w Szpitalu św. Jana Bożego, później zatrudnił się w prywatnej lecznicy psychiatrycznej w Pruszkowie, należącej do pani Czajkowskiej. Pracował tam przez dwa lata (1906–1908), po czym ponownie podjął pracę w Szpitalu św. Jana Bożego.
Podczas pobytu w Warszawie poślubił Aleksandrę z Radzimińskich, primo voto Bitschan.

### Działalność rewolucyjna
W 1899 roku, jeszcze w latach studenckich, Bednarz związał się z nielegalną Polską Partią Socjalistyczną. Posługiwał się pseudonimami „Bonifacy” oraz „Joujou”. Jako członek Organizacji Bojowej PPS nadzorował prace konspiracyjnych laboratoriów, w których produkowano materiały wybuchowe. Po przeprowadzce do Warszawy kontynuował działalność konspiracyjną, zostając członkiem centralnego Komitetu Robotniczego PPS. W działalność PPS była zaangażowana także jego żona Aleksandra.
W 1908 roku Bednarzowie zostali zdekonspirowani i aresztowani przez Ochranę. Józef został osadzony w pawilonie X Cytadeli Warszawskiej. W tym samym roku Aleksandra urodziła w więzieniu jego syna, Władysława Konrada. Ostatecznie w 1909 roku Bednarzowie zostali zwolnieni z więzienia i wydaleni Królestwa Polskiego.
Bednarzowie zamieszkali we Lwowie, gdzie Józef znalazł zatrudnienie w Zakładzie dla Umysłowo Chorych w Kulparkowie. W 1912 małżeństwo rozpadło się. Józef powrócił wówczas do Petersburga, gdzie zatrudnił się w Klinice Psychiatrycznej Żeńskiego Instytutu Medycznego.

### I wojna światowa
Po wybuchu I wojny światowej został powołany w szeregi armii carskiej. Początkowo pracował przy produkcji masek przeciwgazowych, później został kierownikiem obrony przeciwgazowej. Po przejęciu władzy przez bolszewików kontynuował służbę w obronie przeciwgazowej, sekretnie dokonując jednak aktów sabotażu.

### Okres międzywojenny
W 1921 roku powrócił do odrodzonej Polski. Powrócił także do wykonywania zawodu psychiatry. Początkowo zatrudnił się w Szpitalu Tworkowskim, gdzie został ordynatorem oddziału psychiatrii sądowej. Aktywnie działał w strukturach Polskiego Towarzystwa Psychiatrycznego.
W latach 1927–1929 piastował stanowisko dyrektora szpitala psychiatrycznego w Kulparkowie. Szybko popadł w ostry konflikt z tamtejszym personelem lekarskim. Oskarżono go o nieludzkie traktowanie pacjentów i defraudowanie funduszy przeznaczonych na ich ogrzewanie szpitala i zaopatrzenie pacjentów. Środki te Bednarz miał jakoby przeznaczyć na urządzenie „luksusowego mieszkania i kortu tenisowego”. Na skutek tych oskarżeń został zawieszony w pełnieniu obowiązków. Specjalna komisja MSW, która badała sprawę uznała jednaki, że o ile w działaniach dyrektora i niektórych lekarzy odnotowano pewne nieprawidłowości, o tyle miały one charakter sporadyczny, a dowody nie potwierdzają, aby chorych głodzono lub maltretowano w systematyczny sposób.
W latach 1931–1932 był kierownikiem Okręgowego Zakładu Psychiatrycznego w więzieniu w Grudziądzu.
W 1933 roku objął stanowisko dyrektora Pomorskiego Krajowego Zakładu Psychiatrycznego w Świeciu. Kierując jedną z najstarszych placówek psychiatrycznych na ziemiach polskich, starał się promować nowatorskie metody leczenia, stawiając sobie za cel przekształcenie świeckiego szpitala w nowoczesny zakład. Zmienił w znaczący sposób relację pomiędzy pacjentami i personelem, ponadto zmienił wygląd szpitala i poszczególnych oddziałów. Bednarza cechował humanistyczny, przyjacielski stosunek do chorych. Zwykł mawiać, iż „miarą człowieczeństwa jest stosunek do ludzi chorych psychicznie”. Mówiono o nim, iż „tworzył pomost pomiędzy mentalnościami”.

### Okupacja i śmierć

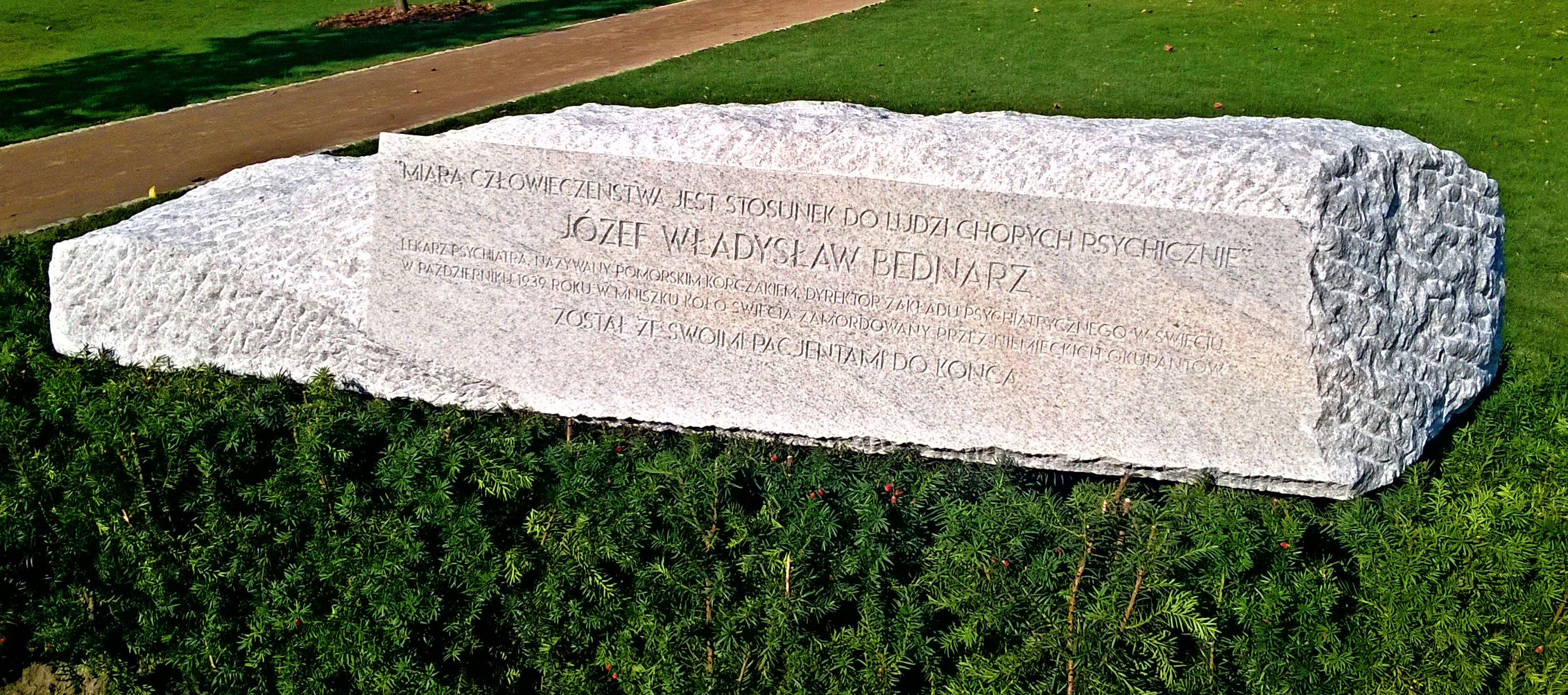
Kamień upamiętniający Józefa Władysława Bednarza w Parku Pamięci Ofiar Zbrodni Pomorskiej 1939 w Toruniu

Niemal na samym początku II wojny światowej, gdyż już 3 września 1939 roku, Świecie zostało zajęte przez niemiecki Wehrmacht. Nazistowska ideologia uznawała osoby psychicznie chore za „niezdolne do współżycia społecznego i wiodące żywot niegodny życia”. Zaraz po zakończeniu kampanii wrześniowej okupanci przystąpili więc do eksterminacji pacjentów polskich szpitali psychiatrycznych, w pierwszym rzędzie na ziemiach wcielonych do III Rzeszy.
W świeckim szpitalu przebywało w momencie wybuchu wojny około 1700 pacjentów, którymi opiekowało się 9 lekarzy. Po zajęciu Świecia przez wojska niemieckie rozpoczął się tzw. okres autonomii, trwający cały wrzesień. W tym czasie nie doszło do żadnej poważniejszej ingerencji w pracę placówki, która znalazła się pod nadzorem SA. Już w październiku władzę w szpitalu przejęli jednak niemieccy administratorzy. Specjalna komisja, na której czele stał dr Erich Grossman (pełnomocnik do spraw służby zdrowia w prowincji Gdańsk-Prusy Zachodnie), rozpoczęła „selekcję” chorych, skazując większość z nich na śmierć.
Doktor Bednarz został wówczas pozbawiony stanowiska i osadzony w areszcie domowym. Mimo tych niesprzyjających warunków starał się jednak ratować swoich pacjentów, zwalniając ich w miarę możliwości na kwatery prywatne lub do rodzin.
15 października 1939 rozpoczęła się trwająca blisko tydzień akcja eksterminacji pacjentów szpitala psychiatrycznego w Świeciu. 1350 chorych wywieziono na teren żwirowni w Mniszku pod Świeciem, gdzie zostali rozstrzelani lub zatłuczeni przez SS-manów ze specjalnej jednostki Wachsturmbann "Eimann". Pozostałych pacjentów w większości wywieziono do szpitala psychiatrycznego w Kocborowie, a następnie zamordowano w Lesie Szpęgawskim. Wśród ofiar znajdowało się 120 dzieci, które wywieziono na egzekucję pod pozorem odbycia wycieczki.
Bednarz nie skorzystał z możliwości ucieczki, postanawiając pozostać ze swoimi pacjentami do samego końca. Wraz z jednym ze szpitalnych transportów trafił do żwirowni w Mniszku i tam został zamordowany. Ze względu na okoliczności śmierci bywa czasem nazywany „Pomorskim Korczakiem”.

## Działalność naukowa
Józef Władysław Bednarz był autorem dziewięciu prac naukowych i kilkunastu referatów z dziedziny psychiatrii. Spośród nich wymienić można:
- Umysłowo chory podejrzany o przestępstwo a ustawa postępowania karnego (1926)
- Obecny stan opieki lekarskiej nad psychicznie chorymi w Polsce (1927)
- Kilka uwag w sprawie kodeksu postępowania karnego ogłoszonego w Dzienniku Ustaw nr 33 (1928)
- Stan lekarski a opieka psychiatryczna w Rzeczypospolitej (1928)
- Niepamięć wsteczna po postrzale głowy. (Zabójstwo żony i syna oraz usiłowane samobójstwo) (1930)
- Obserwacje sądowo-psychjatryczne w oddziale kryminalnym w szpitalu „Tworki” (1930)
- W sprawie „folie a deux” (induziertes Irresein) (1930)

## Ordery i odznaczenia
- Krzyż Niepodległości z Mieczami (17 marca 1932)[10]
- Medal Dziesięciolecia Odzyskanej Niepodległości[2]

## Upamiętnienie
W 1980 jego imieniem nazwano Krajowy Zakład Psychiatryczny w Świeciu.